# Standfarbe
Standfarbe ist ein bei der Farbregistermessung gebräuchlicher Begriff und wird in der Druckindustrie verwendet.

## Beschreibung
Der Begriff Standfarbe bezeichnet die im Druckprozess aufgebrachte Druckfarbe, die bei einer Farbregistermessung als Nullposition angesehen wird. Bei der Farbregisterregelung wird versucht, die Verschiebung jeder der anderen Farben zur Standfarbe hin zu minimieren.
Meist wird die Druckfarbe Schwarz als Standfarbe verwendet, da sie am kontrastreichsten ist. In Offsetdruckmaschinen mit Reihenbauweise wird diese Farbe üblicherweise im ersten Druckwerk aufgetragen. Dieses Druckwerk verfügt deshalb in der Regel nur über eingeschränkte Möglichkeiten der Registerverstellung.